# Вкус пепла (роман)
Вкус пепла(швед. Stenhuggaren) — остросюжетный триллер популярной шведской писательницы Камиллы Лэкберг, изданный в 2005 году. На русский язык переведён Инной Стребловой издательством Эксмо.
Действие романа разворачивается параллельно в двух временных отрезках: в 1920 году, когда у местного каменотёса начинается интимная связь с дочерью местного богача Агнес, и в настоящее время, после того, как рыбак вылавливает труп семилетней девочки.